# Aquincumi katonai amfiteátrum
Aquincum katonai (katonavárosi) amfiteátruma a település két arénája közül a nagyobbik. A másik a polgárvárosi amfiteátrum. A katonai amfiteátrum a mai Budapesten a katonai tábortól délre, a III. kerületi Nagyszombat utca – Pacsirtamező utca – Viador utca – Szőlő utca által határolt területen található.

## Története
Egy építési felirat szerint a gyakorlóteret 145 táján, Antoninus Pius császár uralkodása alatt építették át kőamfiteátrummá. Az építési munkát a Legio II Adiutrix műszaki alakulata végezte. A lelátó külső falainak a hossztengelye 131,8 méter, a kereszttengelye 108,4 méter. Az aréna mérete 89,6 x 66,1 méter (nagyobb, mint a római Colosseumé). Hatalmas méretét az indokolhatta, hogy katonai gyakorlatozásra is felhasználták. Ezt a feltevést az is bizonyítja, hogy a kerítőfal, az aréna és az alépítmény sarkantyúfalait pontosan megszerkesztették.
Formája elliptikus, és egy természetes mélyedés helyén alakították ki. Az ásatások szerint ezt a mélyedést az Aquincumban állomásozó légió már az 1. századtól használta katonai gyakorlótérnek.
A többi dunavidéki amfiteátrumhoz hasonlóan ez is földamfiteátrum volt. A nézőteret földtömegre építették, mindössze huszonnégy U alakú falrész és a podiumfal épült kőből.
Az amfiteátrum 10-13 ezer néző befogadására volt alkalmas, és a nézőteret boltozott lépcsősoron lehetett megközelíteni. A sarkantyúfalak és a boltozott lépcsőrendszerek maradványain túl megmaradt az arénát övező, eredetileg 4 méter magas belső fal is, ami a nézőket védte a vadállatoktól. Ebben a kőfalban 5 cella van, amiben az állatokat őrizhették. Az északi kapunál lévő fülke a porta Libitinae nevet viseli, a keleti oldalon lévő lehetett Nemesis szentélye, aki az amfiteátrumi játékok védőistennője volt. Innen feliratos oltárkövek kerültek elő.
A késő római korban erődítménynek használták. A longobárdok 6. századi jelenlétére utal, hogy a déli kapuban elfalazva ezüstkincset találtak. Az építményt azonban nemcsak a longobárdok, herulok, avarok, hanem a honfoglaló magyarok is használták; egyes vélemények szerint Kurszán várával azonosítható. A középkorban az amfiteátrum földdel töltődött fel, az újkorban vesztőhelynek használták, majd házakat építettek rá. Az épületet ekkor Királydombnak nevezték, és a külsejéből többen sejtették eredeti funkcióját.
A próbaásatásokat Nagy Lajos indította be, 1932-ben, majd miután lebontották a jellegzetes óbudai házakat, Szilágyi János és Nagy Tibor vezetésével 1938–1941 között tárták fel. A műemléki helyreállítás Gerő László tervei alapján valósult meg az 1940-es évek elején, a helyszínen talált építőanyag segítségével.

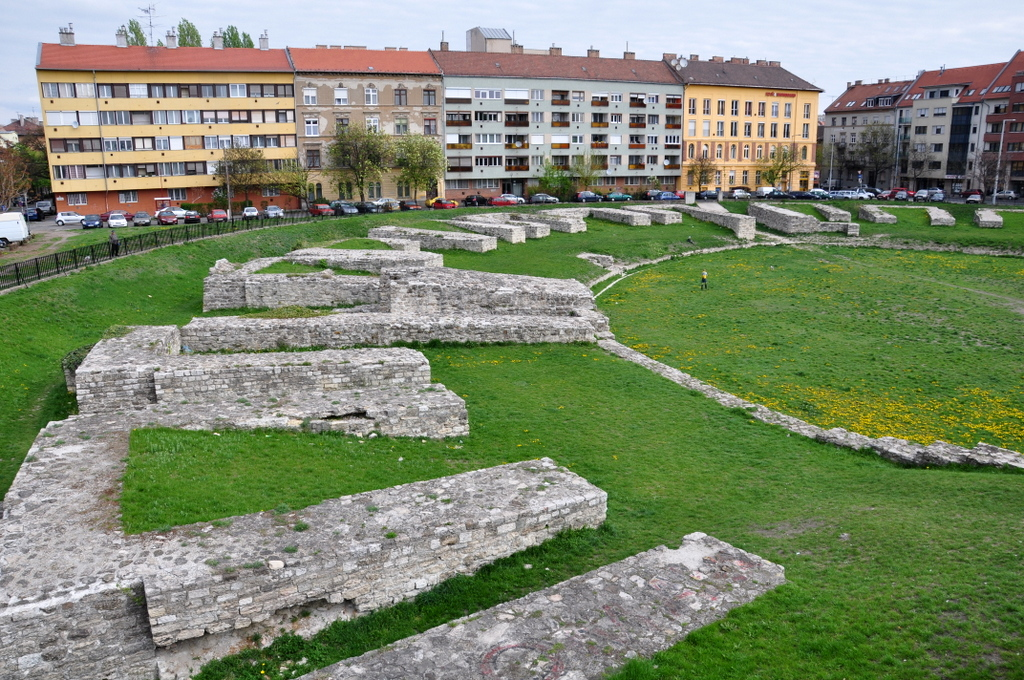
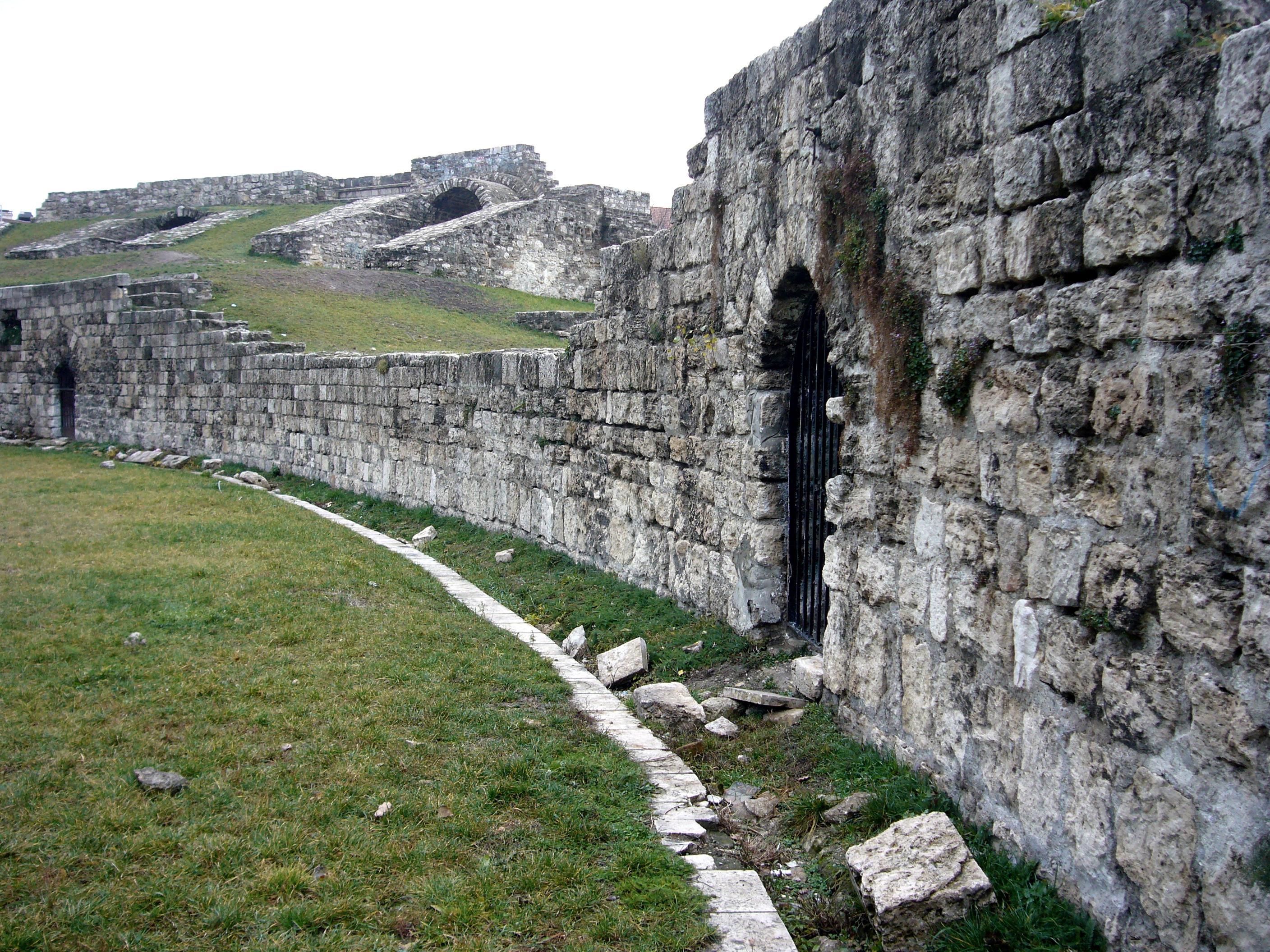
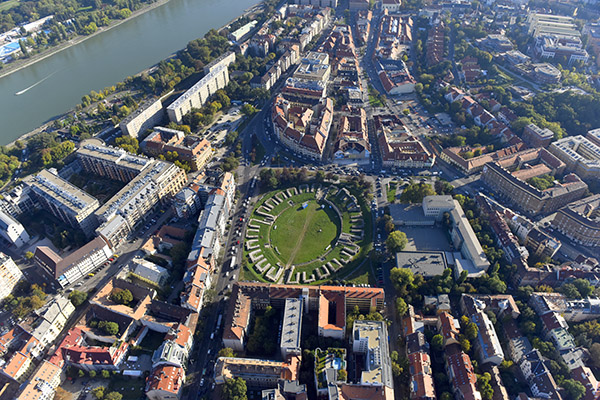

## Ajánlott irodalom
- Gerő László: Az Óbuda-Királyhegyen feltárt római katonai amfiteátrum helyreállítása (Technika 22, 1941)
- Szilágyi János: Aquincumi amfiteátrumok (Bp., 1956)

## Lásd még
- Aquincumi Múzeum
- Fürdőmúzeum
- Aquincumi vízvezeték
- Pannonia (provincia)